# 木挽司
木挽 司（こびき つかさ、1958年10月18日 - ）は、日本の政治家。元衆議院議員（1期）。

## 来歴
兵庫県出身。兵庫県立西宮高等学校、関西大学法学部卒業。大学卒業後、尼崎商工会議所に入所し、経営指導員として活動。その後、共立株式会社に入社、代表取締役に就任、2003年に伊丹市議会議員に初当選。
2005年9月11日の第44回衆議院議員総選挙では東京10区に転出した小池百合子の後継者として兵庫6区から出馬。民主党の市村浩一郎を破り、初当選した。いわゆる小泉チルドレンとは一線を画し独自の活動を続ける。後に町村派（当時森派）へ入会し、価値観外交を推進する議員の会の創設メンバーとなった。
2007年6月14日、ワシントン・ポストに掲載されたアメリカ合衆国下院121号決議の全面撤回を求める広告「THE FACTS」の賛同者に名を連ねた。
事業承継問題検討小委員会の主任幹事として、中小企業経営者の観点から訴え続けた事業承継税制の導入が2008年10月からの与党税制改正大綱に盛り込まれた。
2009年8月30日の第45回衆議院議員総選挙に自民党から出馬。公明党の推薦も受けたが落選。
落選後の12月に自民党衆院兵庫6区の支部長に就任、引き続き衆議院を目指すと思われていたが、2010年9月に突如として川西市長選に出馬することを表明。川西市長選には既に自民党系の現職市長である大塩民生が続投を表明していたため、自民党兵庫県連は木挽の除名を党本部に申請、木挽が支部長として受取った活動費800万円の返還を求めた。10月の市長選挙ではダブルスコアで大塩に敗れた。その後、政界引退を表明。

## 人物
- 大学時代は落語研究会に属していたこともあり、2006年6月に、「大衆文化『落語』の振興を図る議員連盟」（会長:森喜朗）を立ち上げた。

## 所属していた団体・議員連盟
- 日本会議国会議員懇談会
- 外国人材交流推進議員連盟
- 価値観外交を推進する議員の会
- 自民党動物愛護管理推進議員連盟
- トラック輸送振興議員連盟
- 再チャレンジ支援議員連盟
- 83会